# 12月11日
12月11日（じゅうにがつじゅういちにち）は、グレゴリオ暦で年始から345日目（閏年では346日目）にあたり、年末まであと20日ある。

## できごと
- 1087年（寛治元年11月14日） - 後三年の役が終結。
- 1282年 - 最後のウェールズ大公ルウェリン・アプ・グリフィズが戦死。
- 1637年（寛永14年10月25日） - 島原の乱が勃発。
- 1806年 - ザクセン選帝侯フリードリヒ・アウグスト3世を王としてザクセン公国がザクセン王国となる。
- 1816年 - インディアナ準州が州に昇格し、アメリカ合衆国19番目の州・インディアナ州となる。
- 1889年 - 九州初の鉄道が、九州鉄道の手により博多 - 千歳川（仮駅）間で開業。
- 1913年 - 京都法政学校が私立立命館大学に改称。
- 1927年 - 広州起義。中国共産党が広州で武装蜂起。
- 1929年 - 南武鉄道線（現JR南武線）が全線開通。
- 1931年 - ウェストミンスター憲章がイギリス議会で採択され、イギリス連邦が正式に発足。
- 1936年 - イギリス国王エドワード8世が退位。（エドワード8世の退位）
- 1937年 - 第二次エチオピア戦争: イタリアが国際連盟から脱退。
- 1940年 - 大分県日田市が市制施行。
- 1940年 - イギリス海軍の戦艦キング・ジョージ5世が竣工。
- 1941年 - 第二次世界大戦: ドイツ・イタリアがアメリカ合衆国に宣戦布告。
- 1944年 - 沖縄県営鉄道輸送弾薬爆発事故
- 1946年 - 国際連合児童基金（ユニセフ）発足。
- 1957年 - 百円硬貨を発行。
- 1958年 - オートボルタ（現ブルキナファソ）がフランス共和国内の自治共和国となる。
- 1959年 - 三井三池鉱山で退職勧告に応じない1278人に指名解雇を通告。三井三池争議が始まる。
- 1959年 - 神奈川県横浜市の国道1号で第二京浜トラック爆発事故が発生[1]。
- 1961年 - 大阪市営地下鉄中央線大阪港駅 - 弁天町駅間が開業。
- 1962年 - 北海道の酪農家が自衛隊の通信線を切断。後に恵庭事件として自衛隊の合憲性が争われた[2]。
- 1964年 - チェ・ゲバラがキューバ主席として国連総会で演説。
- 1967年 - 佐藤栄作首相が非核三原則を表明。
- 1967年 - 北大阪急行電鉄設立。
- 1971年 - アメリカ合衆国でリバタリアン党発足。
- 1972年 - アメリカの有人月宇宙船「アポロ17号」が月面に着陸。
- 1977年 - 国鉄気仙沼線が全線開通。
- 1981年 - モハメド・アリ引退。
- 1986年 - 国鉄越美南線が第三セクター鉄道・長良川鉄道に転換。
- 1983年 - ローマ教皇ヨハネ・パウロ2世がローマのルター派教会を訪問し、新旧キリスト教の対立が終結。
- 1990年 - ニューヨークのマフィア組織「ガンビーノ一家」のボス、ジョン・ゴッティが逮捕。
- 1993年 - 屋久島・白神山地・法隆寺地域の仏教建造物・姫路城の4か所が世界遺産に決定。
- 1994年 - 第一次チェチェン紛争勃発。
- 1994年 - フィリピン航空434便爆破事件。南大東島沖上空のフィリピン航空434便内で爆弾が爆発、日本人男性1名が死亡。
- 1996年 - 大阪市営地下鉄長堀鶴見緑地線心斎橋駅 - 京橋駅間が延伸開業。ならびに路線名を鶴見緑地線から改称。
- 1997年 - 地球温暖化防止京都会議 (COP3) が閉幕、京都議定書が採択される。
- 1998年 - タイ国際航空のエアバスA310がスラートターニー空港付近で墜落、101名が死亡。(タイ国際航空261便墜落事故)
- 2000年 - 男女共同参画審議会、選択的夫婦別姓制度を5年以内に検討すると表明。
- 2001年 - 中華人民共和国が世界貿易機関 (WTO) に加盟。
- 2005年 - クロナラ暴動。
- 2006年 - テヘランでホロコースト否認論者によるホロコースト・グローバルヴィジョン検討国際会議が開催。
- 2008年 - FBIが史上最大級の巨額詐欺事件でバーナード・L・マドフを逮捕。
- 2008年 - 北京オリンピックハンマー投げ5位室伏広治が2位・3位選手のドーピングによる失格のため、繰り上げで銅メダルが決定。
- 2010年 - 2010年ストックホルム爆破事件[3]。

## 誕生日
- 1465年（寛正6年11月23日） - 足利義尚、室町幕府9代将軍（+ 1489年）
- 1571年（元亀2年11月25日） - 狩野孝信、絵師（+ 1618年）
- 1687年（貞享4年11月7日） - 戸田氏長、第5代美濃国大垣藩主（+ 1735年）
- 1690年（元禄3年11月11日） - 前田利隆、第4代越中国富山藩主（+ 1745年）
- 1725年 - ジョージ・メイソン、政治家（+ 1792年）
- 1735年（元文元年10月27日） - 榊原政永、初代越後国高田藩主（+ 1808年）
- 1776年（安永5年11月1日） - 南部信鄰、旗本、初代陸奥国七戸藩主（+ 1821年）
- 1803年 - エクトル・ベルリオーズ、作曲家（+ 1869年）
- 1810年 - アルフレッド・ド・ミュッセ、作家（+ 1857年）
- 1835年 - ベンジャミン・スミス・ライマン、鉱山学者（+ 1920年）
- 1841年 - アドルフ・チェフ、指揮者（+ 1903年）
- 1843年 - ロベルト・コッホ、細菌学者（+ 1910年）
- 1854年 - チャールズ・ラドボーン、元プロ野球選手（+ 1897年）
- 1855年（安政2年11月3日） - 伊東祐帰、第14代日向国飫肥藩主（+ 1894年）
- 1856年（ユリウス暦11月29日）- ゲオルギー・プレハーノフ、社会主義者（+ 1918年）
- 1864年 - モーリス・ルブラン、小説家（+ 1941年）
- 1877年 - 近藤平三郎、薬学者（+ 1963年）
- 1880年 - 脇光三、軍人（+ 1904年）
- 1882年 - マックス・ボルン、理論物理学者、ノーベル物理学賞受賞者（+ 1970年）
- 1890年 - カルロス・ガルデル、タンゴ歌手（+ 1935年）
- 1892年 - ジャコモ・ラウリ＝ヴォルピ、テノール歌手（+ 1979年）
- 1898年 - 東海林太郎、歌手（+ 1972年）
- 1900年 - 笠信太郎、ジャーナリスト（+ 1967年）
- 1902年 - 広橋真光、華族、官僚、官選35代千葉県知事（+ 1997年）
- 1907年 - 佐伯千仭、刑法学者、弁護士、立命館大学名誉教授（+ 2006年）
- 1908年 - マノエル・ド・オリヴェイラ、映画監督（+ 2015年）
- 1911年 - 銭学森、科学者、航空力学研究者（+ 2009年）
- 1912年 - カルロ・ポンティ、映画プロデューサー（+ 2007年）
- 1913年 - ジャン・マレー、俳優（+ 1998年）
- 1913年 - 奈良本辰也、歴史家（+ 2001年）
- 1918年 - 三代目杵屋五三郎、三味線奏者（+ 2013年）
- 1918年 - アレクサンドル・ソルジェニーツィン、小説家（+ 2008年）
- 1920年 - 上野義秋、元プロ野球選手
- 1922年 - ディリープ・クマール、俳優（+ 2021年）
- 1924年 - チャールズ・バックマン、計算機科学者（+ 2017年）
- 1925年 - ポール・グリーンガード、神経科学者（+ 2019年）
- 1926年 - 加藤万吉、政治家（+ 2008年）
- 1928年 - 下川辰平、俳優（+ 2004年）
- 1929年 - バーナード・クリック、政治学者（+ 2008年）
- 1929年 - 川上のぼる、腹話術師（+ 2013年）
- 1930年 - 佐々淳行、初代内閣安全保障室長、評論家（+ 2018年）
- 1930年 - ジャン＝ルイ・トランティニャン、俳優（+ 2022年）
- 1930年 - 松田清、元プロ野球選手（+ 2007年）
- 1931年 - バグワン・シュリ・ラジニーシ、神秘家（+ 1990年）
- 1931年 - ベニー・スペルマン、歌手（+ 2011年）
- 1931年 - 山本富士子、女優
- 1934年 - 藤木てるみ、漫画家
- 1935年 - フェルディナント・アレクサンダー・ポルシェ、インダストリアルデザイナー（+ 2012年）
- 1936年 - 山崎拓、政治家
- 1939年 - 小川眞由美、女優
- 1940年 - 片山健、絵本作家
- 1940年 - 北見けんいち、漫画家
- 1943年 - 加賀まりこ、女優
- 1943年 - 前橋汀子、ヴァイオリニスト
- 1943年 - ジョン・フォーブズ・ケリー、政治家、法律家
- 1945年 - ヤーノ・サーリネン、バイクレーサー（+ 1973年）
- 1947年 - スピリット百瀬、マジシャン（+ 2020年）
- 1948年 - 谷村新司、歌手（+ 2023年）
- 1949年 - 東彩子、ヴァイオリニスト
- 1951年 - コンタロウ、漫画家
- 1952年 - 秋本治、漫画家
- 1953年 - 松宮一彦、アナウンサー（+ 1999年）
- 1953年 - 鎌田英樹、実業家
- 1954年 - 北原憲彦、バスケットボール選手
- 1954年 - 西村高司、元プロ野球選手
- 1956年 - 原由子、ミュージシャン（サザンオールスターズ）
- 1957年 - 松井五郎、作詞家
- 1957年 - 大崎善生、作家、元雑誌編集（+ 2024年）
- 1958年 - 宮崎美子、女優
- 1958年 - 佐藤正治、ミュージシャン
- 1959年 - 井手らっきょ、お笑いタレント（たけし軍団）
- 1959年 - 高見和宏、プロゴルファー
- 1960年 - 原めぐみ、歌手
- 1961年 - 山岡勝、元プロ野球選手
- 1962年 - 大橋昭好、元サッカー選手
- 1962年 - デニス・ビールマン、フィギュアスケート選手
- 1963年 - 田村直美、歌手
- 1963年 - 森若香織、歌手（元GO-BANG'S）、女優
- 1963年 - 中村稔、元プロ野球選手
- 1963年 - ジョン・ブライオン、作曲家、シンガーソングライター、音楽プロデューサー
- 1964年 - 寺西秀人、元プロ野球選手
- 1964年 - TOMMY、歌手（BLUFF）
- 1965年 - 近田豊年、元プロ野球選手
- 1967年 - 保阪尚希、俳優
- 1968年 - 榊いずみ、ミュージシャン
- 1969年 - 町田公二郎、元プロ野球選手
- 1969年 - ヴァレンティーナ・リシッツァ、ピアニスト
- 1969年 - 朝乃若武彦、元大相撲力士、年寄15代若松
- 1970年 - 林家三平 (2代目)、落語家、俳優
- 1972年 - 三代目桂文雀、落語家
- 1972年 - 饒雪漫、小説家
- 1972年 - 阿部次男、元野球選手
- 1973年 - 小渕優子、政治家
- 1973年 - 石母田史朗、俳優、声優
- 1973年 - アンディ・トレーシー、元プロ野球選手
- 1973年 - 和田友徳、漫才師（ヘッドライト）
- 1974年 - レイ・ミステリオ、プロレスラー
- 1975年 - 黒谷友香、女優
- 1975年 - 成底ゆう子、シンガーソングライター
- 1975年 - 箕内拓郎、元ラグビーユニオン選手
- 1975年 - 岡本かおり、手話キャスター
- 1976年 - 白川裕二郎、俳優、元大相撲力士
- 1977年 - 岩代俊明、漫画家
- 1977年 - 天野勇剛、元プロ野球選手
- 1978年 - 洋介、ファッションモデル
- 1978年 - 國重友美、書家
- 1978年 - 三澤照夫、元プロボクサー、第20代日本ミニマム級王者
- 1978年 - TENN、MC（ET-KING）（+ 2014年）
- 1979年 - 世理奈、シンガーソングライター
- 1979年 - マッシモ・スカリ、フィギュアスケート選手
- 1980年 - 佐藤幸治、ボクサー、第40代・第42代OPBF東洋太平洋ミドル級王者
- 1981年 - 白鳥久美子、お笑いタレント（たんぽぽ）
- 1981年 - 三宅克幸、俳優、元お笑いタレント
- 1981年 - 原田佳奈、女優
- 1981年 - ハビエル・サビオラ、サッカー選手
- 1982年 - 八重樫南、イラストレーター
- 1983年 - 宗像拓郎、俳優、殺陣師
- 1983年 - YOH、ミュージシャン（ORANGE RANGE）
- 1983年 - 岡秀年、シンガーソングライター、ギタリスト
- 1983年 - 島本真衣、テレビ朝日アナウンサー
- 1984年 - レイトン・ベインズ、サッカー選手
- 1985年 - 田中康平、サッカー選手
- 1985年 - かよう愛子、歌手
- 1985年 - ちばぎん、元ベーシスト（元神聖かまってちゃん）
- 1986年 - 若山愛美、タレント
- 1986年 - 末吉秀太、歌手（AAA）
- 1986年 - 柴田聡子、シンガーソングライター、詩人
- 1987年 - 津留崎優、漫画家
- 1987年 - 赤西伶王、俳優
- 1988年 - 長谷川徹、サッカー選手
- 1988年 - アシュリー・ヒンショウ、女優
- 1989年 - 岩田麻衣、アイドル、女優
- 1990年 - 土村芳、女優
- 1990年 - ヒョリン、アイドル（SISTAR）
- 1990年 - ジェイシェン、アイドル（UNIQ）
- 1991年 - 中村勝、元プロ野球選手
- 1991年 - 白村明弘、元プロ野球選手
- 1991年 - 銀臨、歌手
- 1992年 - 那海、女優、タレント、モデル
- 1992年 - 昌子源、サッカー選手
- 1992年 - ドルトン・ポンペイ、プロ野球選手
- 1993年 - 谷内里早、ファッションモデル、女優
- 1993年 - 城戸愛莉、タレント、ファッションモデル
- 1993年 - 下鶴直幸、声優
- 1993年 - 青柳晃洋、プロ野球選手
- 1994年 - 広瀬アリス、女優、ファッションモデル
- 1994年 - 加茂倫明、実業家
- 1994年 - 林舞輝、サッカー指導者、ライター
- 1994年 - ギテク、アイドル（MVP）
- 1995年 - 石川祐希、バレーボール選手
- 1995年 ‐ 保園翔也、騎手
- 1995年 - シノン、アイドル（PENTAGON）
- 1996年 ‐ 富田暁、騎手
- 1996年 - 鈴木稔弘、プロボクサー
- 1996年 - ヘイリー・スタインフェルド、女優
- 1997年 - 井上苑子、シンガーソングライター
- 1997年 - 藤田航生、元プロ野球選手
- 1997年 - 鈴木健矢、プロ野球選手
- 1997年 - 堀島行真、フリースタイルスキー選手
- 1997年 - 髙部瑛斗、プロ野球選手
- 1997年 - 荻久保寛也、陸上競技選手
- 1998年 - 森若菜、野球選手
- 1998年 - 湯場海樹、プロボクサー、第3代日本ライト級ユース王者
- 1999年 - 平井美葉、アイドル（BEYOOOOONDS）
- 1999年 - 池田来翔、プロ野球選手
- 2000年 - 鶴房汐恩、アイドル（JO1）
- 2000年 - 吉田凜音、歌手
- 2000年 - 渡辺みさき、アイドル（元らじお女子）
- 2000年 ‐ 松本日向、アイドル（元HKT48）、タレント
- 2000年 - ハ・ユンビン、アイドル（元TREASURE、元MAGNUM）
- 2001年 - 竹内龍臣、プロ野球選手
- 2001年 - 小林海人、元子役
- 2010年 - 川中だいじ、ジャーナリスト(日本中学生新聞主筆)
- 生年不詳 - 椿いづみ、漫画家
- 生年不詳 - 鈴木美紗、声優、女優
- 生年不詳 - 高村晴香、声優
- 生年不詳 - 成田和史、声優

## 忌日

### 人物
- 658年（斉明天皇4年11月11日） - 有間皇子、孝徳天皇の皇子（* 640年）
- 818年（弘仁9年11月10日） - 藤原葛野麻呂、奈良時代・平安時代の廷臣（* 755年）
- 1087年（寛治元年11月14日） - 清原武衡、平安時代の武将
- 1087年（寛治元年11月14日） - 清原家衡、平安時代の武将
- 1241年 - オゴデイ、モンゴルのハーン（* 1186年）
- 1282年 - ルウェリン・アプ・グリフィズ、ウェールズ・グウィネズ公（* 1228年頃）
- 1282年 - ミカエル8世パレオロゴス、東ローマ帝国パレオロゴス王朝初代皇帝（* 1225年）
- 1474年 - エンリケ4世、カスティーリャ王（* 1425年）
- 1552年 - パオロ・ジョヴィオ、医師、聖職者、著作家（* 1483年）
- 1582年 - フェルナンド・アルバレス・デ・トレド、アルバ公（* 1507年）
- 1610年 - アダム・エルスハイマー、画家（* 1578年）
- 1628年（寛永5年11月16日） - 毛利高政、佐伯藩主（* 1559年）
- 1628年 - チェーザレ・デステ、モデナ公・レッジョ公（* 1561年）
- 1644年 - ジョージ・ジェムソン、画家（* 1587年）
- 1686年 - ルイ2世、コンデ公（* 1621年）
- 1718年 - カール12世、スウェーデン王（* 1682年）
- 1784年 - アンダース・レクセル、天文学者（* 1740年）
- 1796年 - ヨハン・ティティウス、科学者（* 1729年）
- 1817年 - マリア・ヴァレフスカ、ナポレオンの愛人として知られる人物（* 1786年）
- 1826年 - マリア・レオポルディナ、ブラジル帝国皇后（* 1797年）
- 1840年（天保11年11月18日） - 光格天皇、第119代天皇（* 1771年）
- 1864年（元治元年11月13日） - 福原元僴、長州藩家老（* 1815年）
- 1909年 - ルードウィッヒ・モンド、化学者、実業家（* 1839年）
- 1918年 - イヴァン・ツァンカル、作家、詩人（* 1876年）
- 1932年 - 森恪、立憲政友会衆議院議員（* 1882年）
- 1937年 - 岡田春夫、政治家、衆議院議員（* 1887年）
- 1945年 - シャルル・ファブリ、天文学者（* 1867年）
- 1949年 - 堀尾文人、プロ野球選手（* 1911年）
- 1950年 - 長岡半太郎、物理学者（* 1865年）
- 1955年 - 渡辺大陸、元プロ野球監督（* 1901年）
- 1956年 - 宮武三郎、元プロ野球選手（* 1907年）
- 1956年 - シュテフィ・ゲイエル、ヴァイオリニスト（* 1888年）
- 1959年 - ジム・ボトムリー、元プロ野球選手（* 1900年）
- 1964年 - アルマ・マーラー、作曲家（* 1879年）
- 1964年 - サム・クック、ソウルミュージック・R&B歌手（* 1931年）
- 1966年 - 竹内京治、政治家（* 1887年）
- 1967年 - ヴィクトル・デ・サバタ、指揮者（* 1892年）
- 1969年 - アルブレヒト・フォン・ウラッハ、画家、作家、ジャーナリスト、言語学者、外交官（* 1903年）
- 1976年 - エルミア・デ・ホーリー、贋作画家（* 1906年）
- 1978年 - ヴィンセント・デュ・ヴィニョー、生化学者（* 1901年）
- 1981年 - 田辺茂一、出版事業家、紀伊國屋書店創業者（* 1905年）
- 1983年 - 斎藤佐次郎、児童文学雑誌出版者、金の星社創業者（* 1893年）
- 1984年 - 中西悟堂、野鳥研究家（* 1895年）
- 1986年 - 皆川定之、元プロ野球選手（* 1919年）
- 1989年 - 森川公也、俳優、声優（* 1932年）
- 1992年 - 岸洋子、歌手（* 1935年）
- 1992年 - 中村武志、小説家（* 1909年）
- 1993年 - 五来重、民俗学者（* 1908年）
- 1994年 - レオナルド熊、コメディアン（* 1935年）
- 1996年 - 江崎真澄、政治家（* 1915年）
- 2000年 - 白石勝巳、元プロ野球選手、監督（* 1918年）
- 2001年 - 千石剛賢、宗教家（* 1923年）
- 2001年 - 上西和郎、政治家（* 1931年）
- 2002年 - 榊原政春、華族、実業家、政治家（* 1911年）
- 2002年 - 山中清一郎、銀行家、元三井信託銀行社長（* 1916年）
- 2002年 - 福田定良、哲学者（* 1917年）
- 2003年 - 丘美丈二郎、小説家、航空機テストパイロット（* 1918年）
- 2005年 - 小柳勇、政治家（* 1912年）
- 2005年 - 新間進一、国文学者、青山学院大学名誉教授（* 1917年）
- 2005年 - 塩田晋、政治家（* 1926年）
- 2005年 - 上村恭生、高校野球指導者（* 1959年）
- 2006年 - エリザベス・ボールデン、スーパーセンテナリアン（* 1890年）
- 2006年 - 坂村真民、仏教詩人（* 1909年）
- 2007年 - 島岡達三、陶芸家（* 1919年）
- 2008年 - ダニエル・カールトン・ガジュセック、医学者（* 1923年）
- 2008年 - ベティ・ペイジ、モデル（* 1923年）
- 2008年 - アリー・アラタス、政治家、インドネシア外相（* 1932年）
- 2012年 - 三輪壽雪、陶芸家（* 1910年）
- 2012年 - アルバート・O・ハーシュマン、経済学者（* 1915年）
- 2012年 - ラヴィ・シャンカル、シタール奏者（* 1920年）
- 2012年 - ガリーナ・ヴィシネフスカヤ、ソプラノ歌手（* 1926年）
- 2013年 - 小倉貞秀、哲学研究者、広島大学名誉教授（* 1922年）
- 2014年 - 島野功緒、放送評論家（* 1922年）
- 2015年 - 有沢比呂子、女優（* 1972年）
- 2016年 - 内田修、外科医、ジャズ愛好家（* 1929年）
- 2016年 - 宮本春樹、官僚、第30代海上保安庁長官（* 1936年）
- 2016年 - 加藤初、元プロ野球選手（* 1949年）
- 2017年 - チャールズ・ジェンキンス、軍人（* 1940年）
- 2019年 - 醍醐猛夫、元プロ野球選手（* 1938年）
- 2020年 - キム・ギドク、映画監督、脚本家、映画プロデューサー（* 1960年）
- 2022年 - 藤山陽子、女優（* 1941年）
- 2023年 - 木戸修、プロレスラー（* 1950年）
- 2024年 - 間宮芳生、作曲家（* 1929年）

### 人物以外（動物など）
- 2004年 - ノーザンテースト、競走馬（* 1971年）

## 記念日・年中行事
- ユニセフ創立記念日（ 国際連合）
1946年に国連児童基金（ユニセフ）の前身である国連国際児童緊急基金が創立された[4]。
- 国際山岳デー（ 国際連合）
2003年の国連総会で制定された国際デー。
- 独立記念日（ ブルキナファソ）
1958年のこの日、オートボルタ（現在のブルキナファソ）がフランス共和国内の自治共和国アッパーヴォルタ共和国になった[5]。なお、国名がブルキナファソになったのは、1984年。
- タンゴの日（ アルゼンチン）
アルゼンチンの国民的英雄であるタンゴ歌手、カルロス・ガルデルの誕生日。元はブエノスアイレスのみでの記念日であったが、2005年にアルゼンチン国会で認められ、全国規模で実施されることとなった。
- 100円玉記念日（ 日本）
1957年12月11日に、板垣退助100円紙幣に代わって、鳳凰がデザインされた戦後最初の百円硬貨が発行されたことに由来する[6]。
- 胃腸の日（ 日本）
「胃に良い日→いにいい（1211）」の語呂合わせ。胃腸薬の正しい使い方や、胃腸の健康管理の大切さなどをアピールする目的で、日本大衆薬工業協会が2002年に制定[7]。